# Plestiodon chinensis
Plestiodon chinensis är en ödleart som beskrevs av Gray 1838. Plestiodon chinensis ingår i släktet Plestiodon och familjen skinkar. Inga underarter finns listade i Catalogue of Life.